# Estación de autobuses de Salamanca
La Estación de Autobuses de Salamanca es el núcleo principal de transportes de las provincia de Salamanca. Se sitúa en el barrio de San Bernardo de la ciudad, junto al campus Miguel de Unamuno de la Universidad de Salamanca. Dentro de ella se encuentran varios servicios como un quiosco de prensa, tiendas de alimentación, un puesto de información turística y bancos.

## Historia
En abril de 1970, tras la construcción del nuevo estadio Helmántico, el Gobierno adquiere de manos de la Unión Deportiva Salamanca los terrenos sobre los que se asentaba el antiguo estadio de El Calvario. Inmediatamente se inician las obras de derribo de la instalación deportiva, situada en el número 71 de la avenida Héroes de Brunete, para la construcción de una estación de autobuses que centralizase en un único punto de la ciudad la salida y llegada de todas las líneas interurbanas. El Ministerio de Obras Públicas inaugura el nuevo edificio el 22 de diciembre de 1975, comenzando desde esa fecha a prestar servicio.
En el marco del proceso de descentralización impulsado por el Gobierno, ya en 1982 se encomienda a Castilla y León la gestión de algunos de los servicios locales de la estación de autobuses. Paulatinamente, la Junta de Castilla y León va asumiendo la gestión de las rutas de medio y largo recorrido, así como de las internacionales. El Gobierno, que desde 1983 va transfiriendo a la región pequeños sectores de la estación, se la traspasa totalmente en su conjunto el 27 de diciembre de 2014, dependiendo desde esa fecha enteramente la propiedad del edificio y la gestión de servicios de la Junta de Castilla y León.
Entre 2018 y 2019 se realizaron importantes obras de remodelación integral de la estación.

## Servicios de línea regular
En esta estación operan varias compañías de autobuses:
- Auto Res
  - a: Madrid (Estación Sur); Valladolid; Ávila; Segovia; Santa Marta; Peñaranda; Madrigal de las Altas Torres; Arévalo.
- ALSA-Enatcar
  - a: Gijón-Sevilla.
- Dainco: 
  - Algeciras (San Bernardo) – Cádiz – Sevilla – Mérida – Cáceres – Salamanca – Zamora – Orense – Vigo – Pontevedra – Santiago de Compostela – La Coruña[1]
  - Algeciras (San Bernardo) – Cádiz – Sevilla – Mérida – Cáceres – Salamanca – Zamora – Ponferrada – Lugo – La Coruña – Ferrol[2]
- El Pilar
  - a: Ciudad Rodrigo; Sancti-Spíritus; La Fuente de San Esteban; Aldehuela de la Bóveda; Martín de Yeltes; Buenamadre; Pelarrodríguez.
- Arribes Bus
  - a: Vitigudino; Vilvestre; La Fregeneda; Lumbrales; Aldeadávila de la Ribera (Cambio de autobús en Vitigudino).
- Moga
  - a: Peñaranda de Bracamonte; Béjar
- Otras.